# Guapí
Guapí é um município da Colômbia, localizado no departamento de Cauca.